# Yle TV1
YLE TV1(yle TV Yksi)는 핀란드 국영 방송(YLE)에서 운영하는 텔레비전 채널이다.
YLE TV1의 프로그램 중 70% 이상이 다큐멘터리, 뉴스 및 교육 관련 프로그램으로 방송한다. 2011년 기준으로 23.3%, 2014년 기준으로 26.4%의 시청률을 보유하였다.

## 역사
YLE TV1은 1958년 1월 1일에 Suomen Televisio란 이름으로 방송을 시작하였다. 1964년 TV-ohjelma 2 (현 YLE TV2)가 개국하면서 TV-ohjelma 1로 변경하였다.
1969년에 컬러 텔레비전 방송을 실시하였고, 1971년에 YLE TV1란 이름으로 변경하였다.
2014년 1월 28일에는 YLE TV1의 HD 방송을 시작하였다.

## 주요 프로그램
- Aamu-TV (오전 5시 55분에 방송되는 아침 정보 프로그램)
- Arto Nyberg (Arto Nyberg가 진행하는 인터뷰 프로그램)
- Yle Uutiset (뉴스 프로그램, 평일 17:00,18:00,20:30에 방송된다.)
- Urheiluruutu (스포츠 매거진)
- Puoli Seitsemän (토크쇼)

## YLE TV1+
YLE TV1+는 2008년 1월 1일에 개국된 TV1의 보조 채널이다. 과거의 YLE Extra를 대체한 채널로, 2008년 8월 4일까지 방송하였다. 이후 2009년 2월 14일에 Liv라는 채널로 대체되었다.

## 같이 보기
- 핀란드 국영 방송
- YLE TV2
- YLE Teema
- YLE Fem